# Schloss Gabelhofen

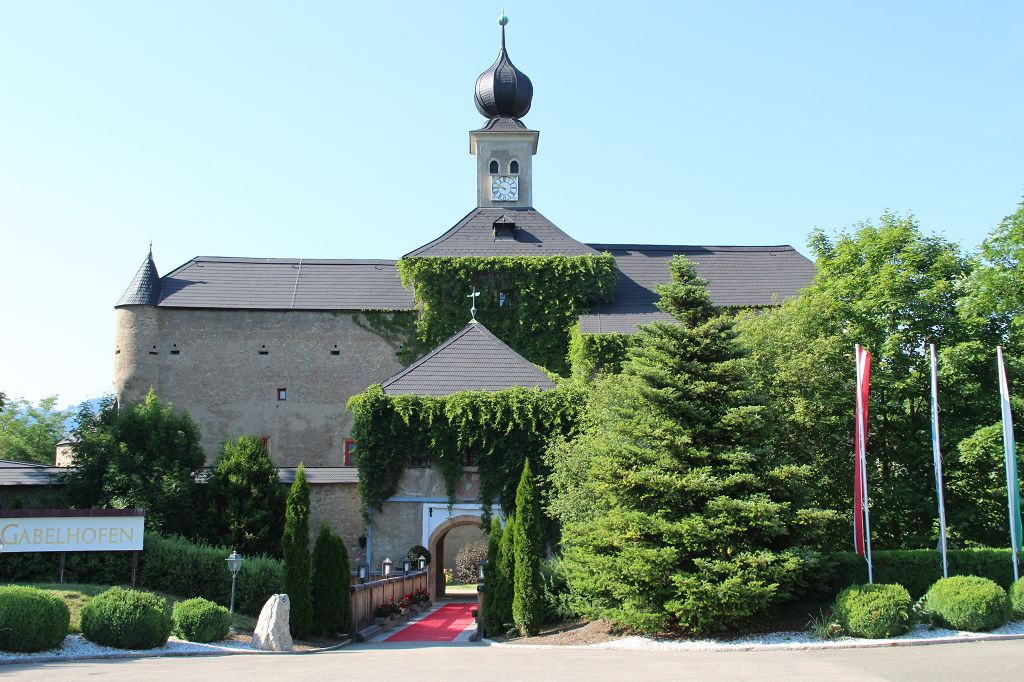
Schloss Gabelhofen (2019)

Das Schloss Gabelhofen ist ein Wasserschloss im Aichfeld in der Obersteiermark. Es befindet sich auf dem Gebiet der österreichischen Gemeinde Fohnsdorf.
Heute ist das Schloss ein Vier-Sterne-Schlosshotel mit Seminareinrichtungen. Es befindet sich 200 Meter entfernt von der Therme Aqualux.

## Geschichte
Erstmals wurde das Gebäude 1443 als Hof Riegersdorf erwähnt, der zur Herrschaft Liechtenstein bei Judenburg gehörte. Im Jahr 1490 ging der Hof an die Pfanngauer, und der Ausbau zum Renaissance-Wasserschloss begann.
Nach dem Aussterben der Dynastie der Pfanngauer kam das Schloss an die Pranckhherren Catzianer und Galler. 1494 übernahmen die Liechtensteiner wieder das Schloss und gaben es als Lehen an die Prankhherren, die den Umbau um das Jahr 1536 herum beendeten.
Im Jahr 1596 kauften die Gabelkhofner das Schloss. Diese Familiendynastie kam im 14. Jahrhundert aus Bayern in die Steiermark. Christof von Gabelkhoven erhielt 1597 von Carl Freiherrn von Teuffenbach das Lehen über das Schloss. Im Jahr 1897 übernahm es Fürst Johann von Liechtenstein.
Im Oktober 1994 wurde das Schloss zum Hotel.
Von 2000 bis 2014 war das Schloss im Besitz der von Helmut M. Zoidl gegründeten H.M.Z. Privatstiftung und wurde als Hotel, Seminarzentrum und Kunstgalerie genutzt. Im April 2014 erwarb Dietrich Mateschitz das Anwesen.